# Geli Raubal

Hitlers släkträd

Geli Raubal (egentligen Angela Maria Raubal), född 4 juni 1908 i Linz, Österrike-Ungern, död 18 september 1931 i München, Tyskland, var dotter till Adolf Hitlers halvsyster Angela Hitler.
År 1928 bad Adolf Hitler sin halvsyster Angela att bli hans hushållerska. Kort därefter flyttade Angela och hennes dotter Geli Raubal in hos Hitler. Hitler blev förälskad i den unga flickan, men de skall inte ha inlett något förhållande. Hitler var dock mycket överbeskyddande och försökte kontrollera Raubal. Med tiden blev Raubal alltmer frustrerad och efter ett gräl med Hitler, begick hon självmord genom att skjuta sig den 18 september 1931.